# 72街車站 (IRT百老匯-第七大道線)
72街車站（英語：72nd Street station）是紐約地鐵IRT百老匯-第七大道線一個快車地鐵站，位於曼哈頓上西城72街、百老匯及阿姆斯特丹大道交界（包括威爾第廣場與謝爾曼廣場）。設有1號線、2號線與3號線（均為任何時候停站）列車服務。

## 車站結構
| Ground | 街道層   | 出入口、閘機、車站詢問處 升降機位於站舍內，介乎百老匯及阿姆斯特丹大道一段72街北側                     |
| 月台層 | 北行慢車 | ← 往范科特蘭公園-242街 (79街) ← 深夜時往威克菲爾德-241街 (79街)                                       |
| 月台層 | 島式月台 | |
| 月台層 | 北行快車 | ← 往威克菲爾德-241街 (96街) ← 往哈萊姆-148街 (96街)                                                   |
| 月台層 | 南行快車 | → 往夫拉特布什大道-布魯克林學院 (時報廣場-42街) → → 往新地段大道 (深夜時往時報廣場) (時報廣場-42街) → |
| 月台層 | 島式月台 | |
| 月台層 | 南行慢車 | → 往南碼頭 (66街-林肯中心) → → 深夜時往夫拉特布什大道-布魯克林學院 (66街-林肯中心) →                  |

月台層上，車站與原初配置相似，設有兩個狹窄的島式月台和四條軌道。此站設有兩個均可進出的站舍，分別位於72街以南（舊）和以北（新），但跨線天橋和升降機只設於北端的站舍。

## 外部連結
- nycsubway.org—IRT West Side Line: 72nd Street
- nycsubway.org – Verdi's Rigoletto Artwork by Robert Hickman (2005)（页面存档备份，存于）
- Station Reporter – 1 Train
- Station Reporter – 2 Train
- Station Reporter – 3 Train
- 72nd Street at The Subway Nut - （页面存档备份，存于）
- Forgotten NY – Original 28 - NYC's First 28 Subway Stations（页面存档备份，存于）
- MTA's Arts For Transit – 72nd Street (IRT Broadway–Seventh Avenue Line)
- Newer headhouse at 72nd Street from Google Maps Street View
- Older headhouse at 72nd Street from Google Maps Street View
- Platforms from Google Maps Street View （页面存档备份，存于）
- Lobby from Google Maps Street View （页面存档备份，存于）